# EcoHealth Alliance
EcoHealth Alliance — це американська неурядова організація, місія якої полягає у захисті людей, тварин і навколишнього середовища від нових інфекційних захворювань. Це некомерційна організація, яка займається дослідженнями, спрямованих на запобігання пандеміям і сприяння охороні природи в нестабільних регіонах по всьому світу. «EcoHealth Alliance» зосереджується на хворобах, спричинених вирубкою лісів і посиленням взаємодії між людьми та дикою природою. Організація досліджувала появу таких захворювань, як тяжкий гострий респіраторний синдром (SARS), вірус ніпа, близькосхідний респіраторний синдром (MERS), гарячка Рифт Валлі, гарячка Ебола та COVID-19. «EcoHealth Alliance» також консультує Всесвітню організацію охорони здоров'я тварин (МЕБ), Міжнародний союз охорони природи (МСОП), Продовольчу та сільськогосподарську організацію ООН (ФАО) та Всесвітню організацію охорони здоров'я (ВООЗ) щодо глобальної торгівлі дикими тваринами та загроз хвороб і шкоди навколишньому середовищу.
Після спалаху пандемії COVID-19 зв'язки «EcoHealth» з Уханьським інститутом вірусології стали вважатися підозрілими у зв'язку з дослідженнями походження COVID-19. Посилаючись на ці підозри, Національний інститут охорони здоров'я (NIH) припинив фінансування альянсу в квітні 2020 року. Це рішення спричинило значну критику інституту, включно зі спільним листом, підписаним 77 нобелівськими лауреатами та 31 науковим товариством. Пізніше інститут охорони здоров'я в серпні 2020 року відновив фінансування організації як однієї з 11 установ-партнерів в рамках ініціативи Центрів досліджень нових інфекційних захворювань (CREID), але вся діяльність, що фінансується за рахунок гранту, залишилася призупиненою.
У 2022 році Національний інститут охорони здоров'я припинив грант «EcoHealth Alliance», заявивши, що альянс не передав лабораторні блокноти та інші записи від свого партнера з Уханя, які стосуються суперечливих експериментів із застосуванням модифікованих вірусів кажанів, незважаючи на численні запити". У 2023 році аудит, проведений Управлінням генерального інспектора міністерства охорони здоров'я та соціальних служб, виявило, що «Національний інститут охорони здоров'я не здійснював ефективного моніторингу, та не вживав своєчасних заходів для вирішення» проблем із відповідністю «EcoHealth Alliance».

## Історія
«EcoHealth Alliance» заснований у 1971 під назвою «Wildlife Preservation Trust International» році британським натуралістом, письменником і телеведучим Джеральдом Дарреллом, у 1999 році організація стала «The Wildlife Trust». Восени 2010 року організація змінила назву на «EcoHealth Alliance». Восени 2010 року організація змінила назву на «EcoHealth Alliance». Ребрендування відобразило зміну фокусу діяльності організації, перехід від природоохоронної некомерційної організації, яка зосереджена в основному на розведенні в неволі зникаючих видів, до організації охорони навколишнього середовища, основою якої є збереження.
У 1996 році організація провела першу професійну зустріч із природоохоронної медицини. У 2002 році організація опублікувала редагований том у цій галузі через «Oxford University Press: Conservation Medicine: Ecological Health in Practice».
У лютому 2008 року «EcoHealth Alliance» опублікував статтю в журналі «Nature» під назвою «Глобальні тенденції щодо нових інфекційних захворювань», у якій було представлено раннє відтворення карти глобальних гарячих точок захворювань. Використовуючи епідеміологічні, соціальні та екологічні дані за останні 50 років, на карті окреслено регіони земної кулі, які піддаються найбільшому ризику виникнення небезпечних захворювань.
Фінансування «EcoHealth Alliance» надходить переважно від федеральних агенцій США, таких як міністерство оборони, міністерство національної безпеки та Агентство США з міжнародного розвитку.

### Пандемія COVID-19
Після спалаху пандемії COVID-19 «EcoHealth Alliance» став предметом суперечок і посиленого контролю через його зв'язки з Уханьським інститутом вірусології, який з початку 2020 року був у центрі спекуляцій щодо SARS-CoV-2 через імовірний витік вірусу під час інциденту в лабораторії. До пандемії «EcoHealth Alliance» була єдиною організацією в США, яка досліджувала еволюцію та передачу коронавірусу в Китаї, де вони співпрацювали серед інших з Уханьським інститутом вірусології. Президент «EcoHealth Alliance» Пітер Дашак став співавтором листа в «The Lancet» у лютому 2020 року, в якому засуджував «теорії змови, які припускають, що COVID-19 не має природного походження». Однак Дашак не розкриви зв'язки EcoHealth з Уханським інститутом вірусології, що деякі спостерігачі відзначили як очевидний конфлікт інтересів. У червні 2021 року «The Lancet» опублікував додаткового листа, у якому Дашак розкрив свою співпрацю з дослідниками в Китаї.
У квітні 2020 року Національний інститут охорони здоров'я США наказав «EcoHealth Alliance» припинити витрачати решту 369819 доларів із поточного гранту інституту на прохання адміністрації Трампа, тиснучи на них, заявивши, що «він повинен передати інформацію та матеріали з китайського дослідницького центру, щоб відновити фінансування призупиненого гранту» з посиланням на Уханьський інститут вірусології. Скасований грант мав діяти до 2024 року. Фінансування від національного інституту охорони здоров'я відновилося в серпні 2020 року після обурення з боку 77 нобелівських лауреатів США та 31 члена американського наукового товариства".
Робота, проведена в Уханьському інституті вірусології в рамках гранту Національного інституту охорони здоров'я для «EcoHealth Alliance», була в центрі політичних суперечок під час пандемії. Одна з таких суперечок була зосереджена на тому, чи можна будь-які експерименти, проведені в рамках гранту, точно описати як дослідження «посилення функції» (GoF). Офіційні особи інституту охорони здоров'я (зокрема Ентоні Фаучі) під час слухань у Конгресі 2020 року однозначно заперечували, що «EcoHealth Alliance» проводив дослідження посилення функції за фінансування інституту охорони здоров'я.
У жовтні 2021 року «EcoHealth Alliance» представило звіт про хід роботи, в якому детально описано результати минулого експерименту, коли деякі лабораторні миші втратили більше ваги, ніж очікувалося, після зараження модифікованим коронавірусом кажанів. Згодом інститут охорони здоров'я надіслав листа до комітету Конгресу з питань енергетики та торгівлі, в якому описав цей експеримент, але не називав його «посиленням функції».

## Програми

### PREDICT
«EcoHealth Alliance» співпрацює з USAIDу підгрупі PREDICT програми USAID EPT (Emerging Pandemic Threats). Дослідження PREDICT намагається визначити, які нові інфекційні захворювання становлять найбільший ризик для здоров'я людини. Вчені в цій галузі збирають зразки місцевої фауни, щоб відстежувати поширення потенційно шкідливих патогенів і запобігати їх спалахам. Науковці також навчають місцевих техніків і ветеринарів відбору зразків тварин і збору інформації.

### Охорона кажанів
Все більше досліджень вказує на те, що кажани є важливим фактором як у здоров'ї екосистеми, так і в появі хвороб. За останні десятиліття було запропоновано низку гіпотез щодо великої кількості зоонозів, які походять від популяцій кажанів. Одна група дослідників висунула гіпотезу, «що політ, фактор, спільний для всіх кажанів, але не для інших ссавців, забезпечує інтенсивну вибіркову силу для співіснування з вірусними паразитами через щоденний цикл, який підвищує метаболізм і температуру тіла, аналогічно реакції підвищення температури в інших ссавців. В еволюційному масштабі ця взаємодія хазяїн-вірус могла призвести до великого розмаїття зоонозних вірусів у кажанів, можливо, завдяки адаптації вірусів кажанів, щоб бути більш толерантними до реакції на підвищення температури та менш вірулентними для своїх природних господарів».

### Проєкт DEFUSE
Проект DEFUSE був відхиленою грантовою заявкою DARPA, яка пропонувала взяти зразки коронавірусу кажанів у різних місцях Китаю. Щоб оцінити, чи можуть коронавіруси кажанів поширитися на людську популяцію, грантоотримувачі запропонували створити химерні коронавіруси, які мали мутації в різних місцях генотипу, перш ніж оцінювати їх здатність інфікувати людські клітини в лабораторії. Одна із запропонованих змін полягала в тому, щоб модифікувати коронавіруси кажанів, щоб вставити сайт розщеплення для фуринової протеази на з'єднанні вірусного білка шиповидних відростків S1/S2 (S). Інша частина гранту була спрямована на створення неінфекційних білкових вакцин, які містять лише білок шиповидних відростків небезпечних коронавірусів. Потім ці вакцини мали вводитися кажанам у печерах на півдні Китаю, щоб запобігти майбутнім спалахам. Співкерівниками відхиленого проєкту були Ральф Барік з Університету Північної Кароліни, Лінфа Ван з медичної школи Дьюка в Сінгапурі, та Ши Чженлі з Уханьського інституту вірусології.